# Chiesa di San Michele Arcangelo (Campo Ligure)
La chiesa di San Michele Arcangelo è un luogo di culto cattolico situato nel comune di Campo Ligure, in via San Michele, nella città metropolitana di Genova.

## Storia e descrizione
La prima citazione dell'originaria chiesa intitolata a san Michele Arcangelo è risalente al 14 giugno 1241, ma gli storici non confermano sulla reale sede della chiesa sulla base di diverse ipotesi. Secondo un racconto, l'edificio fu danneggiato nel corso del XIV secolo da un'improvvisa inondazione dello Stura che causò imminenti lavori di restauro terminati nel 1450.
Secondo però alcuni storici locali i lavori furono necessari per la costruzione di un nuovo edificio, l'odierna chiesa posta su una collinetta denominata Costiolo, che molto probabilmente sostituì la vecchia struttura originaria del 1241. La chiesa fu visitata dal vescovo di Bergamo Gerolamo Ragazzoni nella sua visita a Campo Ligure nel 1577 e come altri luoghi di culto predispose ordini di nuovi lavori alla parrocchiale.
Nel 1585 fu ridimensionato l'altare maggiore, secondo quanto stabilito dal concilio di Trento. Nella visita compiuta dal vescovo di Acqui, monsignor Carlo Antonio Gozzani, del 26 gennaio 1634 si scoprì la presenza all'interno dell'edificio di alcuni sepolcri di uomini, donne e bambini separati l'uni dagli altri. Nel 1702 una violenta alluvione provocò il crollo delle mura laterali e la distruzione degli altari e delle tombe sul pavimento; dell'edificio sopravvisse soltanto l'abside.
La chiesa verrà in seguito ricostruita grazie ai fondi degli stessi abitanti locali. I campesi dovettero più volte ricorrere a donazioni per porre rimedio alla delicata situazione precaria dello stabile; nel 1845 fu rifatto il tetto e le lesene con la sola manualità degli abitanti, mentre nel 1850 furono raccolti fondi per l'erezione di un campanile. Quest'ultimo verrà in seguito ricostruito, a causa del cedimento strutturale del primo, nel 1871.
Il 16 agosto del 1935 una nuova alluvione dello Stura colpì nuovamente la chiesa causando il crollo del tetto e ancora una volta gli abitanti si adoperarono per salvare dalla rovina ormai certa lo stabile. Nuovi lavori vennero pertanto commissionati secondo le allora norme architettoniche della Regia Sovraintendenza ai Monumenti che rinforzarono di molto l'edificio con nuove mura.